# Heraclia xanthopyga
Heraclia xanthopyga är en fjärilsart som beskrevs av Paul Mabille 1890. Heraclia xanthopyga ingår i släktet Heraclia och familjen nattflyn. Inga underarter finns listade i Catalogue of Life.